# Rochester Township (Contea di Andrew, Missouri)
Rochester Township è una delle 10 township nella Contea di Andrew dello Stato del Missouri, Stati Uniti d'America.

## Geografia fisica
Rochester Township si estende su una superficie di 144,97 km².